# Godzilliognomus
Godzilliognomus is een geslacht van kreeftachtigen uit de klasse van de Remipedia (ladderkreeftjes).

## Soorten
- Godzilliognomus frondosus Yager, 1989
- Godzilliognomus schrami Iliffe, Otten & Koenemann, 2010